# 1986 w grach komputerowych

Artykuł opisuje ważne wydarzenia w 1986 roku w branży gier komputerowych. Zobacz też: historia gier komputerowych.

## Wydane Gry
- 26 września – Castlevania
- 13 czerwca – Super Mario Bros.: The Lost Levels
- 6 sierpnia – Metroid
- dokładna data wydania nieznana – Defender of the Crown
- dokładna data wydania nieznana – Might and Magic: The Secret of the Inner Sanctum
- dokładna data wydania nieznana – Salamander
- dokładna data wydania nieznana – The Legend of Zelda
- dokładna data wydania nieznana – Action Fighter